# Matrone (Rome antique)
Pour les articles homonymes, voir Matrone.

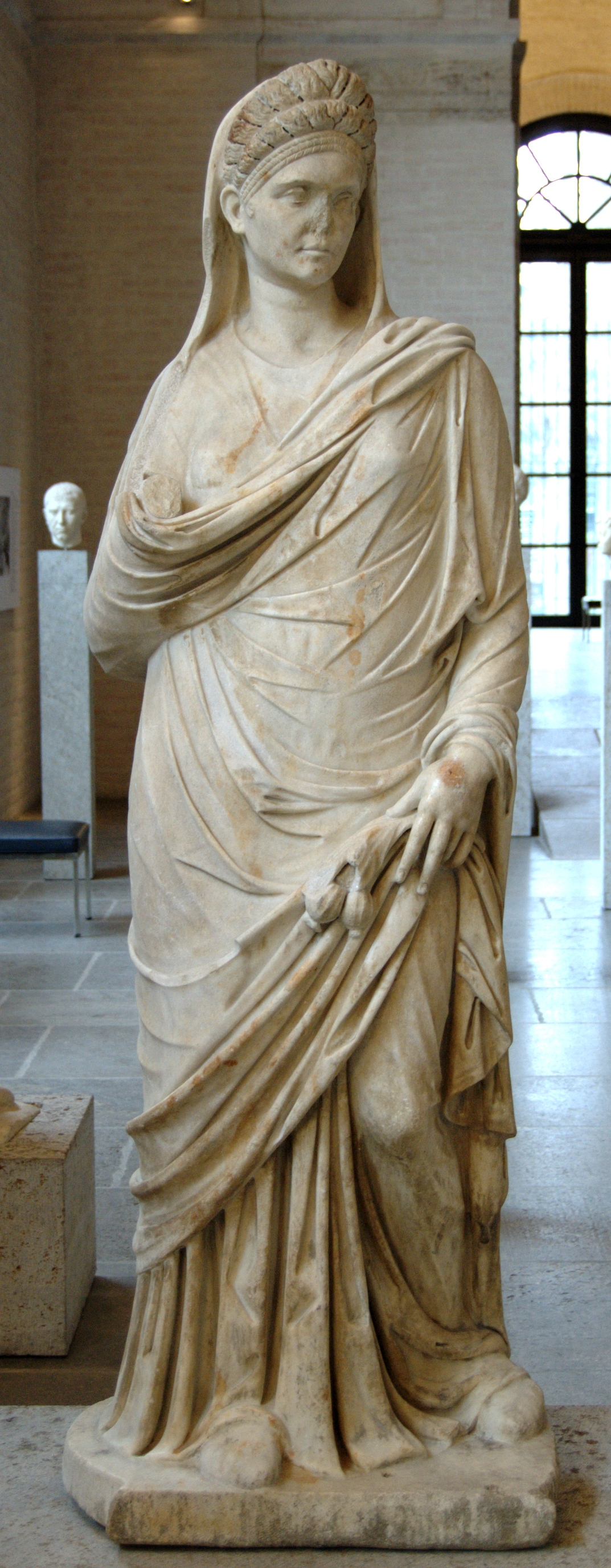
Statue de femme romaine, v. 105 ap. J.-C., Glyptothèque de Munich.

Matrone est un nom commun qui est issu du latin matrona, dérivé de mater « mère » avec un suffixe augmentatif, selon une dérivation similaire à pater / patronus (père, patron). Dans la société romaine traditionnelle, elle est épouse et mère, respectée par la communauté.

## Origine mythique
Dans la société antique romaine, la matrone est une femme mariée d'un certain rang social. Elle est la mère de famille, digne et respectable, chargée du bon maintien de la maison et de l'éducation des enfants. Elles sont dispensées de tout travail domestique ou agricole, sauf du filage de la laine, selon une tradition que les Romains font remonter à l'enlèvement des Sabines,. La mère de famille dispose d'un certain pouvoir à l'intérieur de la maison, elle dirige les servantes et les esclaves. On l'appelle la « domina ».

## Qualités de la matrone
Plusieurs mots latins désigent la femme mariée : uxor (épouse) désigne toute femme mariée, sans connotation morale ou religieuse, tandis que matrona est associé à un rang social respectable, informel et entouré d'un prestige quasi religieux, que Cicéron a qualifié de sanctitas matronarum (sainteté des matrones).
Les qualités idéalisées de la matrone romaine apparaissent dans de nombreux textes antiques, mais aussi au travers des qualificatifs élogieux énumérés dans les épitaphes funéraires des épouses. Les adjectifs les plus fréquents évoquent sa fidélité conjugale (casta, chaste, pudica, pudique, univira) et aussi son habilité à travailler la laine (lanifica),.
La chasteté (castitas) limite les relations sexuelles au seul époux. Sa défense est magnifiée par l'exemple pseudo-historique de Lucrèce, forcée par chantage mais moralement innocente, qui préfère se suicider plutôt que donner l'exemple d'une femme survivant à cette souillure.
La pudeur est garantie par la tenue spécifique de la matrone, fait de la robe longue (stola), éventuellement prolongée sur les pieds par un volant cousu (instita)  et de la coiffure particulière en tresses retenues par des bandelettes (vittae), couverte d'un petit voile quand elle sort.
Une matrone vertueuse doit être une bonne lanifica, capable de filer et de tisser la laine, tâches sacralisées chez les Romains par l'épisode mythique de Lucrèce, épouse déclarée la plus méritante car trouvée occupée à filer la laine.  Dans la Rome archaïque, les secrets du filage et du tissage de la laine devaient être révélés à la future épouse lors des rites prénuptiaux, et le cortège nuptial traditionnel de la future épouse emportait un fuseau et une quenouille garnie de laine.
L'univira, femme d'un seul homme (du latin unus, un seul, et vir, homme), incarne durant toute la période romaine un des idéaux de l'épouse, en dépit de la multiplication des remariages après divorce. En l'absence de témoignage écrit précis, on ignore si une veuve univira conserve cette qualité. Plaute, Catulle, Properce, Sénèque, Valère-Maxime évoquent et vantent dans leurs textes l'épouse d'un seul homme. Être univira est la condition obligée pour effectuer certains rites lors des cérémonies nuptiales ou dans les cultes matronaux.
À la fin de la période républicaine, les qualités idéalisées de la matrone univira et fileuse sont tombées en désuétude. Dans une volonté de retour aux vertus anciennes, Auguste astreint sa fille Julie et ses petites-filles au travail de laine.

## Privilèges

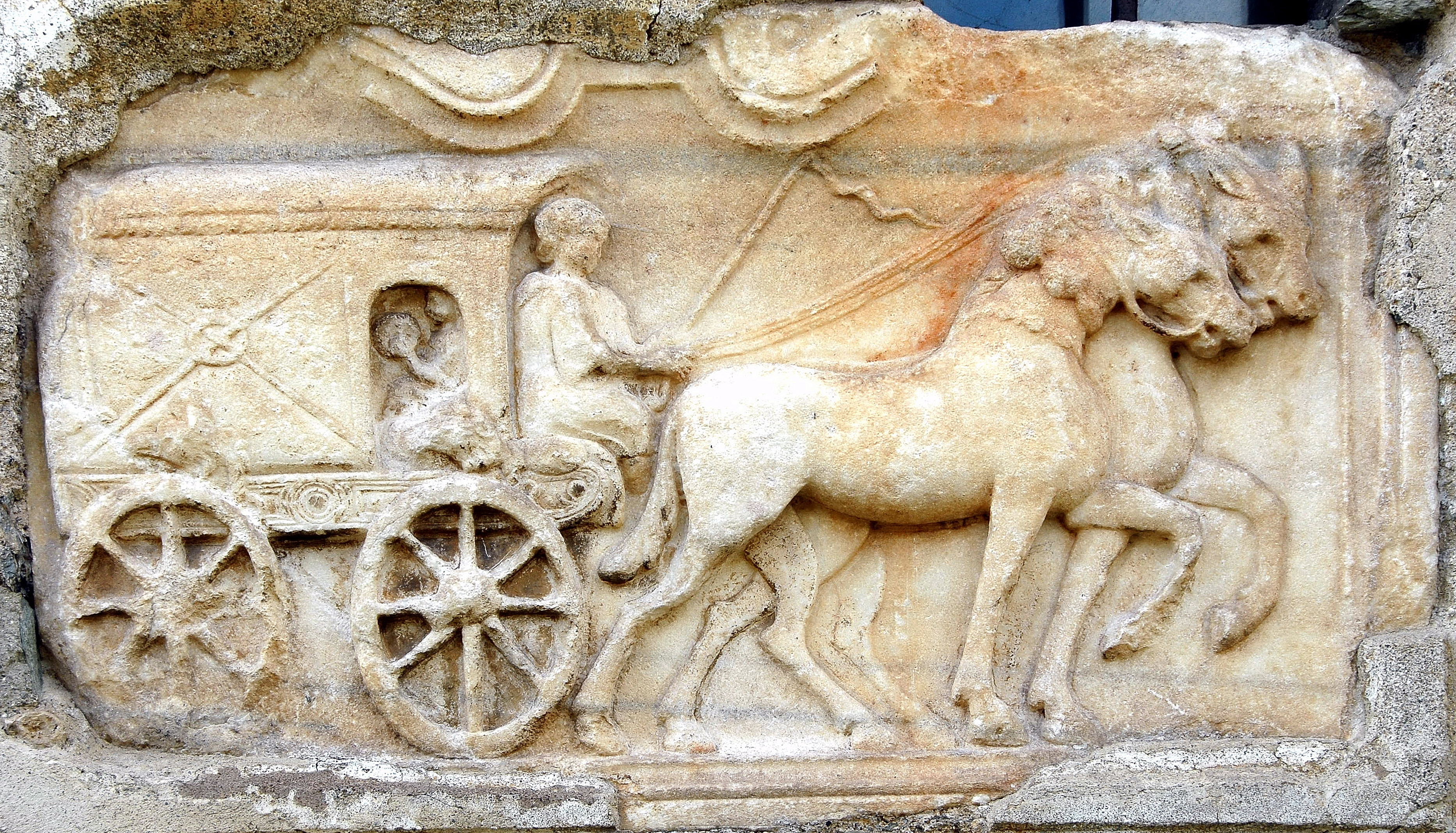
Le pilentum (ici sur un monument funéraire) était une voiture couverte à quatre roues.

La matrone dispose des moyens d'accès au luxe, mais ce privilège lui fut disputé tout au long de la période républicaine. En 215 av. J.-C., période de la seconde guerre punique, la lex Oppia limite à un seul la possession de vêtement de pourpre, et à une demi-once d'or le port d'ornements en or. Les matrones obtinrent en 195 av. J.-C. que cette restriction soit abolie, la guerre étant terminée depuis sept ans.
Le droit des matrones aux déplacements dans la ville de Rome et dans les villes de l'Italie en voiture attelée (carpentum) fut aussi disputé d'après les anecdotes plus ou  moins historiques rapportées par  Tite-Live. Ce droit de circulation aurait été accordé après la prise de Véies en 396 av. J.-C., pour la consécration à Apollon de Delphes d'une partie du butin. En effet, les matrones auraient complété la quantité d'or promise au dieu en offrant spontanément leurs bijoux. En retour, le Sénat leur accorda le droit honorifique de circuler en carpentum les jours ordinaires et en pilentum pour se rendre aux jeux et aux sacrifices religieux. La lex Oppia de 215 av. J.-C. limite l'usage du carpentum aux seuls déplacements pour assister aux sacrifices, restriction levée à l'abolition de la dite loi en 195 av. J.-C. Enfin, Jules César interdit la circulation dans Rome et de jour à tout véhicule à roues, à l’exception des carpenta lors des cérémonies.

## Cultes réservés
Les matrones romaines célébraient plusieurs cultes publiques ou privés, dont la fondation est justifiée par les auteurs romains par des épisodes plus légendaires qu'historiques, remontant au début de la période républicaine, et peut-être plus anciens :
- le culte de Pudicitia, initialement célébré exclusivement par les matrones patriciennes univiriae, c'est-à-dire n'ayant eu qu'un seul mari. D'après Tite-Live[19], la matrone Verginia, exclue pour avoir épousé un plébéien, aurait fondé en 294 av. J.-C. un culte paralléle dédié à Pudicitia Plebeia[20]
- les Carmentalia, liées aux naissances, sous la protection de Carmenta, les 11 et 15 janvier[21]. Ce culte, public et fort ancien, est célébré par un flamine mineur ce qui prouve qu'il n'était pas exclusivement féminin. Il est pratiquement tombé dans l'oubli à la fin de la République[22].
- les Matronalia, célébrées par les femmes mariées aux calendes de Mars. Elles font des offrandes de fleurs et d'encens à la déesse Lucine qui préside aux accouchements, et reçoivent des cadeaux de leur mari[23].
- le 6 juillet, veille des nones de juillet, est l'anniversaire de la fondation du temple de Fortuna muliebris en 486 av. J.-C.. Élevé en l'honneur des femmes qui obtinrent la retraite de Coriolan venu attaquer Rome, ce temple est desservi par les nouvelles mariées et seules les matrones univirae peuvent couronner la statue de la déesse[24]
- le 7 juillet, les Nones Caprotines réunissent des matrones et des servantes habillées comme des femmes libres au pied d'un figuier sauvage. Ce culte, justifié par une légende à caractère guerrier, semble d'après ses détails symboliques recouvrir une cérémonie favorisant la fertilité féminine[25]
- le culte de Bona Dea, interdisant la présence des hommes, et dont les modalités sont inconnues. Il est célébré en décembre, la nuit, en dérogation de l'interdiction faite aux femmes de participer à des célébrations nocturnes[26]

Lors d'événements exceptionnels, les matrones interviennent dans des rituels pro populo, c'est-à-dire pour le bien de la communauté romaine. Lors des moments de crise et selon les décisions du Sénat, elles font dans les temples les supplications conjuratoires, balayant le sol de leur chevelure dénouée. La communauté des matrones est sollicitée de même lors de victoires exceptionnelles de l'armée romaine, par des supplications de remerciement. Lors des jeux séculaires organisés par Auguste en 17 av. J.-C. puis par Septime Sévère en 204, un groupe de cent-dix matrones choisies dans l'ordre sénatorial et dans l'ordre équestre récitent des prières, offrent des sacrifices et des banquets rituels aux déesses.

## Matrones célèbres
Parmi les matrones admirées des Romains, on peut citer Véturia (mère de Coriolan), Cornélia (mère des Gracques), Aurelia Cotta (mère de Jules César), et Atia (mère d'Auguste).